# Linje
 Denne artikel omhandler linje i geometrisk forstand. For andre betydninger af Linje, se Linje (flertydig). (Se også artikler, som begynder med Linje)
Linje (tidligere også stavet linie) er i geometrien samtlige punkter mellem to punkter samt i forlængelsen heraf. En linje er uendelig lang og har
( til forskel fra virkelige linjer ) ingen bredde eller højde. En linje er derfor i sig selv en-dimensionel, da den kun kan måles i én dimension. En afgrænset del af en linje kaldes et linjestykke.
Indenfor matematikken angives en linje i et to-dimensionelt koordinatsystem med et punkt, der som regel repræsenteres ved koordinatsæt bestående af et {\displaystyle x}-koordinat og et {\displaystyle y}-koordinat og et hældningstal. I et tre-dimensionelt koordinatsystem beskrives en linje med tre koordinater og en retning. Det tredje koordinat, som regel et {\displaystyle z}-koordinat, repræsenterer linjens udstrækning i den tredje dimension. En linje kan beskrives matematisk vha. linjens ligning.

## Stavemåde
Indtil 2001 kunne linje også staves linie. Sidstnævnte staveform blev imidlertid afskaffet fra officiel hold med Retskrivningsordbogens 3. udgave, der udkom 12. november 2001. 
Den gamle stavemåde lever dog endnu i betydeligt omfang. Foretages et opslag på Google trends, for dansksprogede sider, observeres en tydelig overvægt af brugen af den gamle stavemåde (linie) set i forhold til den nuværende .